# Рудольф Майстер
Рудольф Майстер (словен. Rudolf Maister; 29 березня 1874, Камнік, Австро-Угорщина — 26 липня 1934, Ракек, Югославія) — словенський генерал, поет, активний учасник визвольної боротьби словенців проти Австрійської республіки.

## Життєпис

### Юність та військова кар'єра
Рудольф Майстер народився 29 березня 1874 року в місті Камнік (Крайнське герцогство, Австро-Угорська імперія) в родині Франьо та Франчішки Майстер, уродженої Томшич. Батько Рудольфа помер, коли хлопцеві було 13 років. Майстер-молодший відвідував початкову школу в Менгеші, потім гімназію у Крані і в 1890 році з відзнакою закінчив її. За порадою дядька юнак обрав військову кар'єру: він вступив до кадетського училища і після його закінчення почав службу у піхотному полку в Клагенфурті. У 1895 році Майстер отримав звання поручика, а у 1907-му — капітана.
За роки, що передували Першій світовій війні, Майстер проходив службу в різних містах Австро-Угорщини: Любляна, Грац, Перемишль, Брук-ан-дер-Лайту. У 1911 році на навчаннях він важко захворів на туберкульоз; Майстер лікувався в Далмації та Єгипті, одужав, але через наслідки хвороби під час війни його не направляли у фронтові частини. З 1914 по 1918 роки Майстер служив у Мариборі та Граці, кінець війни він зустрів у Мариборі, будучи майором 26-го полку імператорського і королівського ландверу.

### Розпад Австро-Угорщини таавстро-словенський збройний конфлікт[Комм 1]
До осені 1918 року стала очевидною не тільки перспектива поразки Центральних держав, але і неминучість розпаду Австро-Угорської імперії. Дезінтеграція Австро-Угорщині почалася ще до того, як імперія, де-факто вже не існувала як єдина держава, що підписала перемир'я з Антантою (3 листопада 1918 року). 17 жовтня парламент Угорщини розірвав унію з Австрією і проголосив незалежність країни, 28 жовтня утворилася Чехословаччина, а 6 листопада у Кракові було оголошено про відновлення Польщі. 29 жовтня представники південнослов'янських народів колишньої імперії заявили про готовність взяти в свої руки всю повноту влади в регіоні, і в той же день було утворено Державу словенців, хорватів і сербів (ДСХС). Нова держава займала територію, де більшість становили слов'яни; на півночі вона претендувало на райони Штирії і Каринтії, населені як словенцями, так і австрійськими німцями. Саме там розташовувався Марибор, тоді — Марбург-ан-дер-Драу.
30 жовтня 1918 року муніципальна рада Марибора оголосив про те, що місто є частиною Австрійської республіки. Майстер відмовився підкоритися цим наказом. Діючи від імені Держави словенців, хорватів і сербів, він сформував кілька загонів з 4000 словенських добровольців. Їх стали називати «бійцями Майстера» (словен. Maistrovi borci). Вночі 23 листопада Рудольф Майстер з допомогою своїх солдатів захопив владу в Мариборі і заявив про його входження до складу ДСХС. У відповідь Народне віче Держави словенців, хорватів і сербів присвоїло Майстеру звання генерала. Пізніше, при об'єднанні ДСХС з Сербією (1 грудня 1918 року), присвоєння генеральського чину підтвердив уряд у Белграді.
23 листопада Майстер роззброїв і розпустив німецькі загони самооборони (нім. Schutzwehr), які проавстрійська бюрократія розраховувала використати проти словенців. Зміцнившись в Мариборі, він почав наступ на північ і північний захід, в долину Драви. 25 листопада Майстер захопив Шпільфельд, а 27-го підписав угоду з представником австрійського командування в Граці полковником Рудольфом Пассі. За умовами договору бійці Майстера без бою зайняли Бад-Радкерсбург, Лойчах, Радлє і Муту. Солдати поручика Франьо Малгая взяли під контроль Фелькермаркт і Блайбург, пізніше сам Рудольф Майстер захопив Дравоград. Переговори Майстера і Пассі не були санкціоновані ні Національною радою в Любляні, ні адміністрацією Штирії і Каринтії, однак вони вимушено змирилися з існуючим положенням речей.

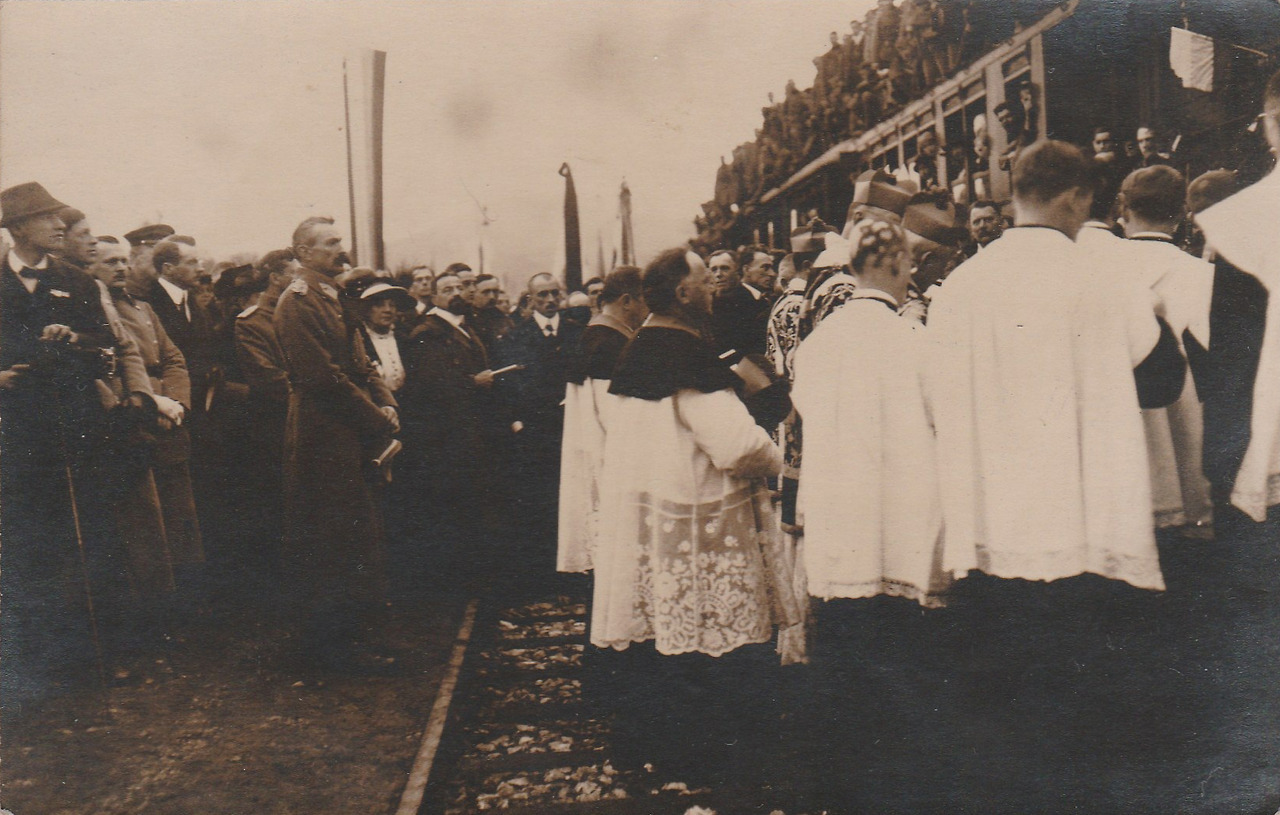
Рудольф Майстер (ліворуч) виступає перед солдатами на залізничному вокзалі Марибору (27 квітня 1919)

У січні 1919 року в Каринтії розпочала роботу так звана місія Куліджа — група офіцерів і вчених з США, покликана допомогти укласти мир з Австрійською республікою у відповідності з 10-м пунктом Вільсона. 27 січня до Марибору як делегат місії приїхав полковник Шерман Майлз. Німецькомовні жителі зустріли його появу масовою демонстрацією (до 10 000 осіб), вимагаючи влаштувати плебісцит з питання державної приналежності, на зразок того, що буде проведено у Каринтії наступного року. Мітингувальники зібралися на головній площі міста; ратушу охороняли 20 бійців Майстера на чолі з самим генералом. У якийсь момент солдати почали стріляти в натовп, 13 осіб було вбито, 60 поранено, інші розбіглися. За австрійськими джерелами, Майстер наказав стріляти в мирних демонстрантів без жодного приводу; за свідченням словенських очевидців, хтось відкрив вогонь по солдатах з револьвера, спровокувавши відповідну реакцію. Ці події відомі як Кривава неділя в Марбурзі. Австрійські війська розгорнули наступ на південь і відвоювали кілька міст до того, як 13 лютого боку знову уклали перемир'я.
Сен-Жерменський договір між Австрією і Антантою визначив австро-югославський кордон приблизно по лінії лютневого перемир'я, незважаючи на те, що бойові дії тривали аж до червня (австрійці змогли повернути собі Дравоград, а в наступі у відповідь корпус сербських військ і бійці Майстера взяли Клагенфурт). Марибор і більшість міст, зайнятих бійцями Майстера до лютого, не потрапили до зони плебісциту і відійшли до Югославії. З тих пір кордон між Австрією та Югославією, а пізніше між Австрією і Словенією, не змінювався.

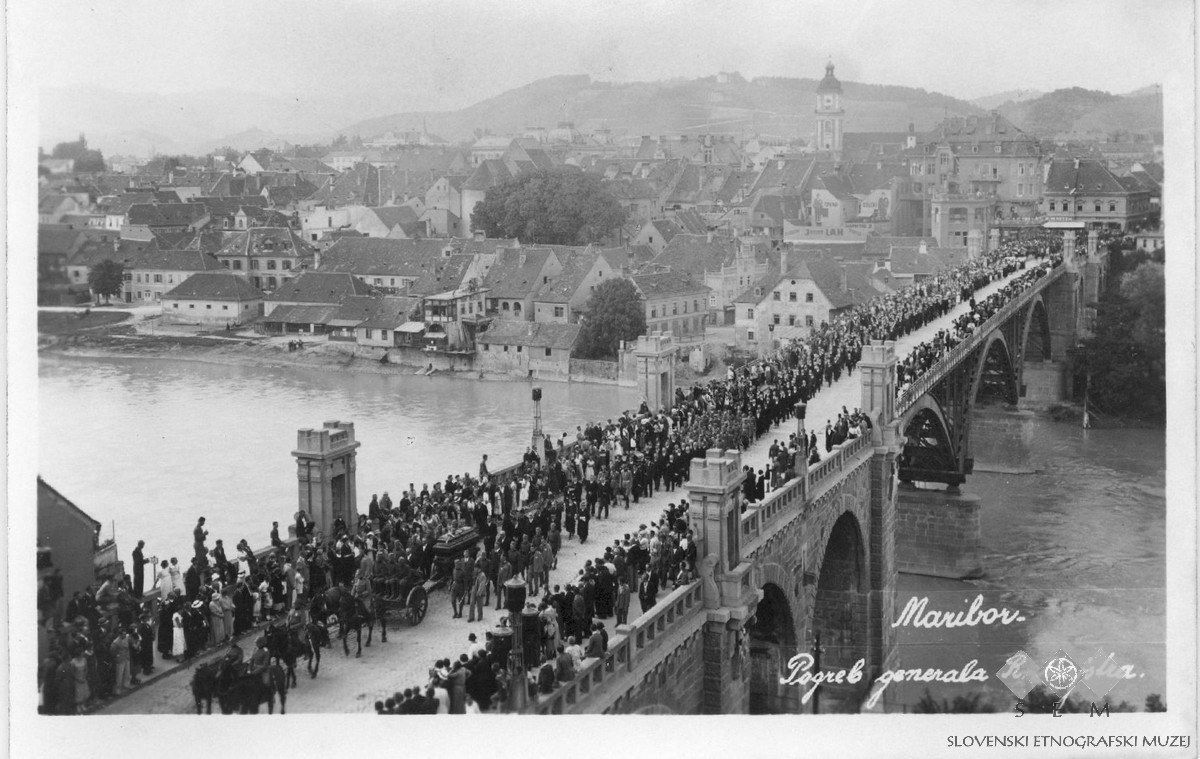
Похорон Рудольфа Майстера (28 липня 1934)

### Пізні роки
Після війни Рудольф Майстер керував югославськими військами в Мариборі, в 1921—1923 роках він був представником Югославії в італо-югославській комісії з розмежування. У 1923 році Майстер подав у відставку і залишив службу. Тепер більшу частину часу він проводив у родинному маєтку недалеко від міста Ракек (Внутрішня Крайна).
Помер генерал 26 липня 1934 року, його похорон, на який з'їхалися люди з усієї Словенії, відбувся в Мариборі два дні потому.

## Літературна та мистецька діяльність
У Словенії Рудольф Майстер відомий не тільки як офіцер і політичний діяч, але також як поет і художник-самоучка. В 1904 році під псевдонімом Воянов (словен. Vojanov) він опублікував першу збірку своїх віршів («Poezije», словенською мовою). Друга його книга («Kitica mojih») вийшла в 1929 році, коли генерал був вже у відставці. Захоплення літературою почалося ще з юності: в 1890-х роках Майстер входив до словенського поетичного об'єднання «Співдружність», де познайомився з поетами-модерністами Іваном Цанкаром, Драготіном Кетте, Йосипом Мурном і Отоном Жупанчичем.
Крім того, Рудольф Майстер все життя залишався бібліофілом, до кінця життя його зібрання книг перетворилося в одну з найбільших приватних бібліотек Словенії (більше 6000 томів). У 1998 році спадкоємці генерала Майстера передали його бібліотеку університету Марибора.

## Родина та діти

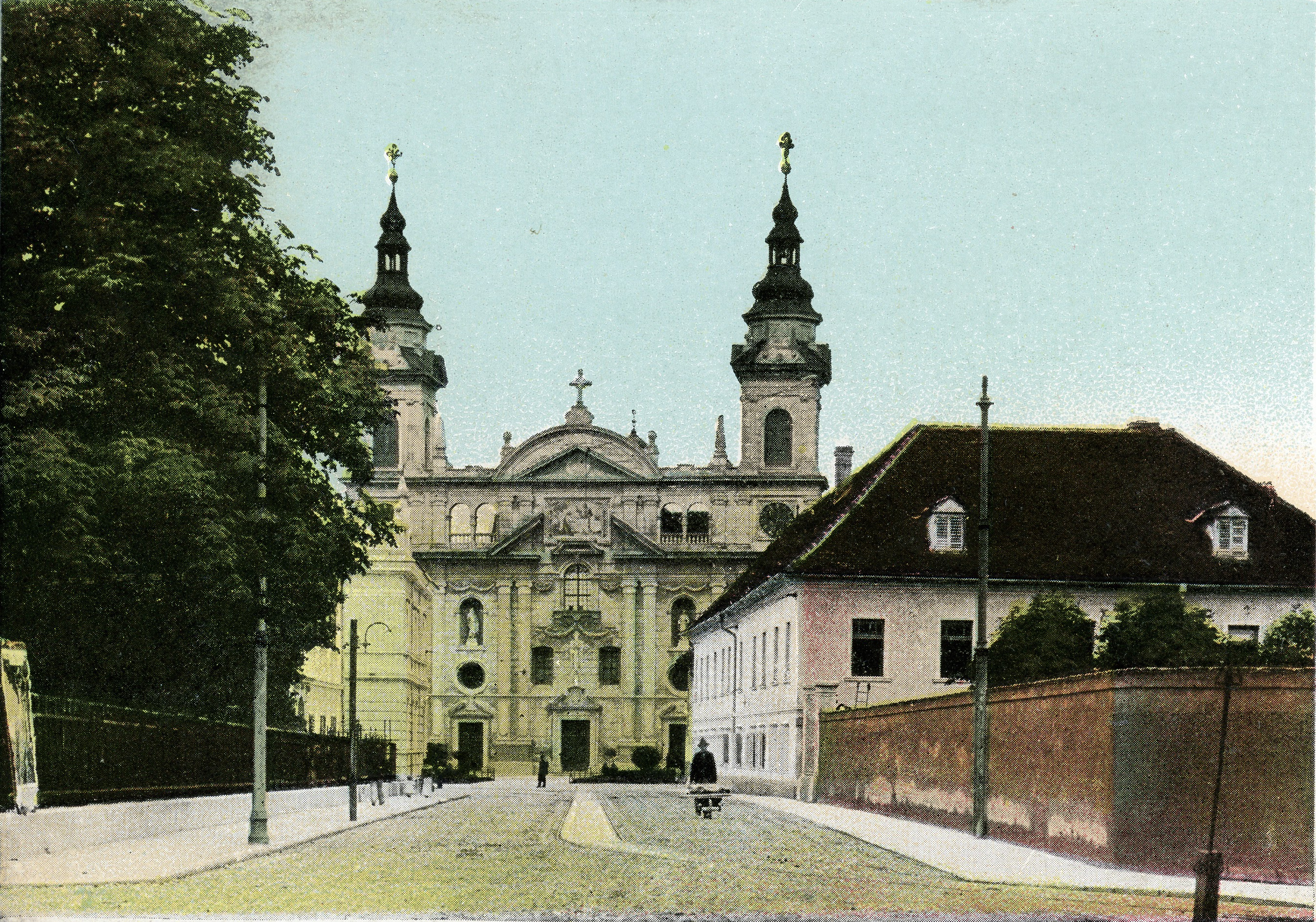
Парафіяльна церква святого Петра у 1918 році

У 1905 році Рудольф Майстер одружився з Марією Стергар (1885—1938), донькою військового лікаря з Любляни. Їх весілля відбулося 14 березня в люблінській церкві святого Петра. У подружжя Майстер народилися двоє синів: Хрвоє (1905—1982) і Борут (1908—1984), згодом вони обидва були офіцерами запасу югославської армії. Під час Другої світової війни брати потрапили до німецьких концтаборів, причому пов'язаний з четниками Хрвоє Майстер був заарештований гестапо і відправлений до Бухенвальда. Після капітуляції Німеччини Борут повернувся до Марибора, а старший брат довгий час жив в Австрії і у Франції.

## Пам'ять

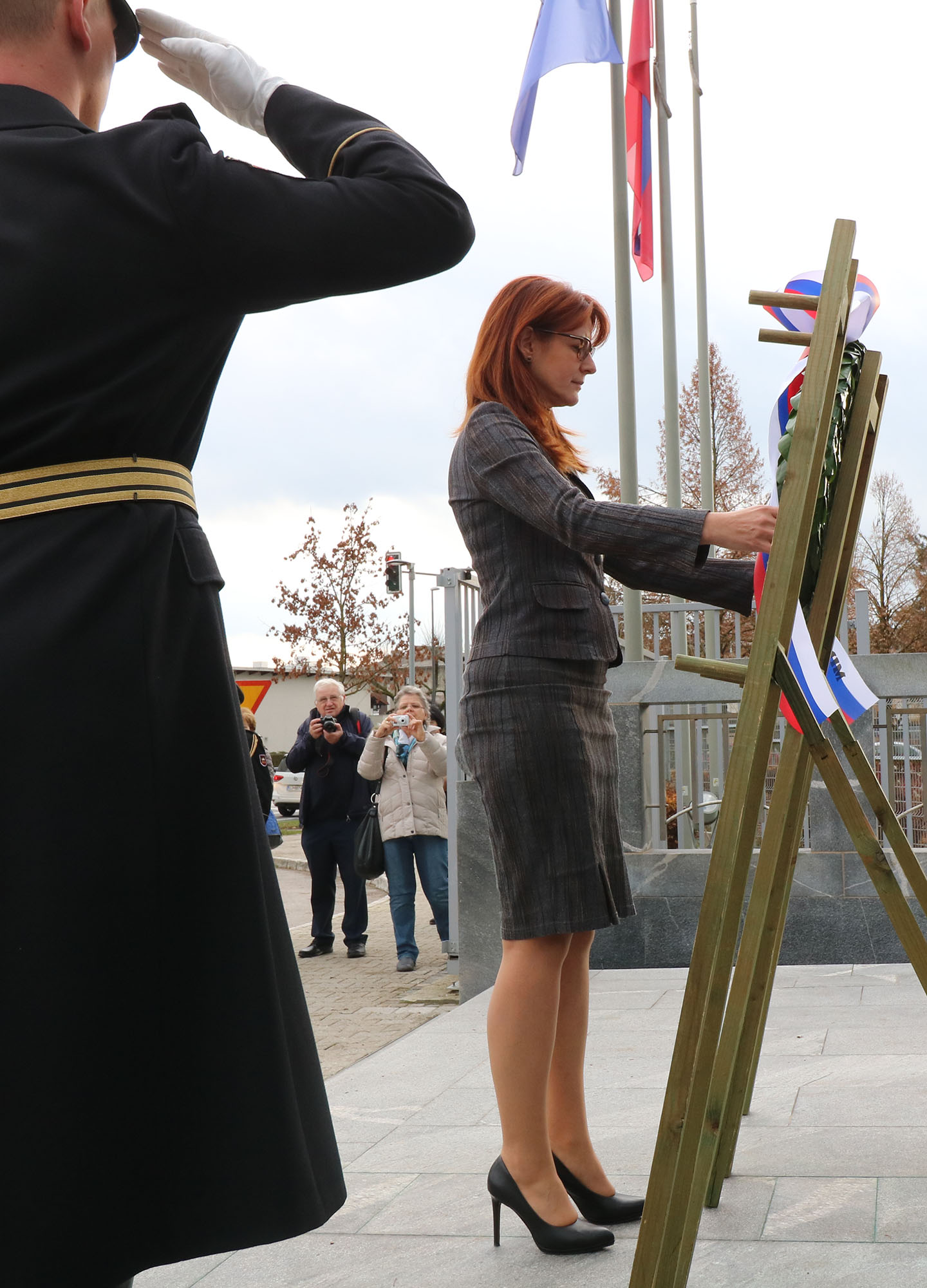
Міністрерка оборони Словенії Андреа Катіч на урочистій церемонії в день Рудольфа Майстера (2016)

У найбільших містах Словенії (Любляна, Марібор, Крань, Целє) є вулиці і площі, названі на честь Рудольфа Майстера. У багатьох містах йому встановлені пам'ятники і бюсти. У Любляні знаходяться дві кінні статуї Рудольфа Майстера: на площі Фронту звільнення (1999, скульптор Яків Брдар) і біля будівлі міністерства оборони (2000, Боштьян Путрих).
У 1997 році в Любляні з'явилося Товариство генерала Майстера, згодом по всій країні виникло ще кілька схожих організацій, і в 2005 році для координації їх роботи була утворена Асоціація товариств генерала Майстера, що об'єднує понад 20 членів. У 2007 році на замовлення одного з таких товариств в Любно-про-Савіні був створений меморіальний парк генерала Майстера і солдатів північної кордону, який об'єднав скульптурні роботи та різні форми ландшафтного дизайну.

У 2005 році уряд Словенії заснував нове національне свято — день Рудольфа Майстера, яке відзначається щорічно 23 листопада. Саме в цей день Майстер і його добровольці захопили владу в Мариборі, нині другому за величиною місті Словенії, і не дали йому приєднатися до Австрійської республіки. Таким чином, Рудольф Майстер є одним з трьох словенців (разом з поетом Франце Прешереном і гуманістом Приможем Трубаром), чия пам'ять незалежної Словенії зберігається у формі державного свята.

Сьогодні ми відзначаємо свято Рудольфа Майстера, одного з найбільших словенців всіх часів. Без Майстера і його роботи історія Словенії склалася б зовсім по-іншому … Генерал Майстер заслуговує почестей, поваги і подяки за те, що зміг утримати Марибор, словенську частина Штирії, Прекмурьє і частину Каринтії в словенських межах … Завдяки командуванню словенською національною армією після розпаду Австро -Угорської імперії і боротьбі за північний кордон його пам'ятатимуть і цінуватимуть як одного з найбільших героїв нації в XX столітті.
Аленка Братушек, Прем'єр-міністр Словенії в 2013-2014 роках, вітальна адресу до дня Рудольфа Майстера (2013)

## Галерея

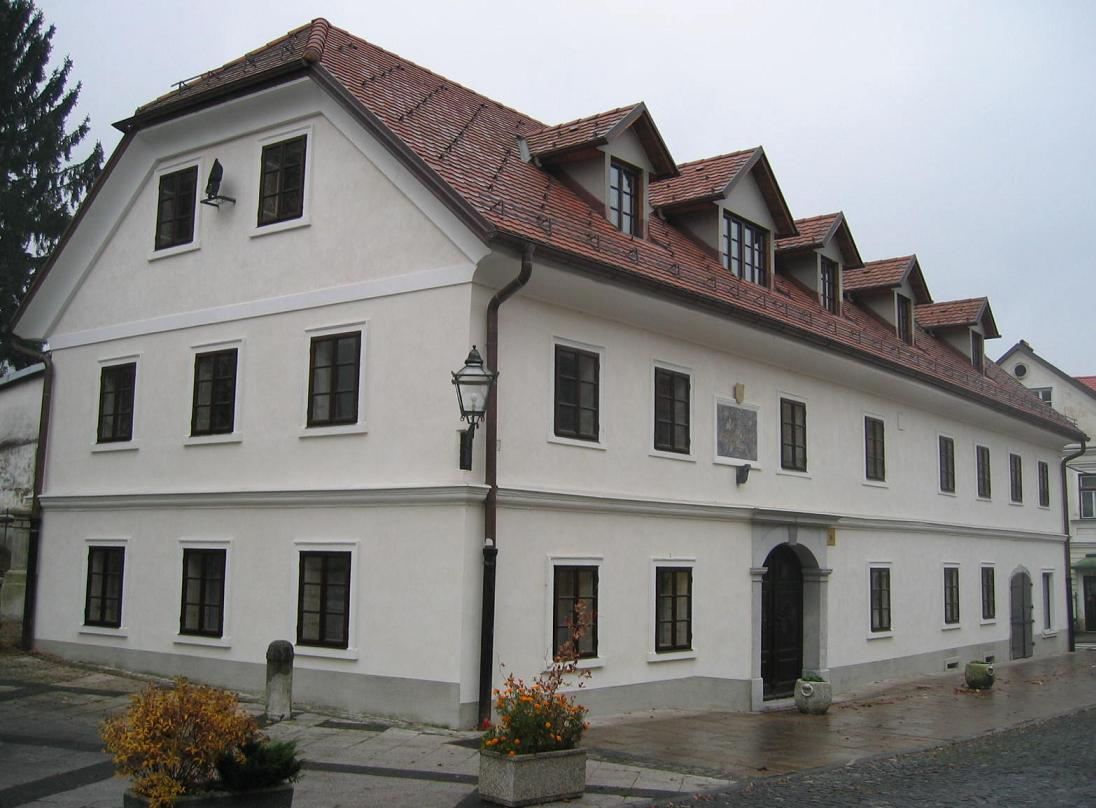
Будинок, де народився Рудольф Майстер (Камнік)
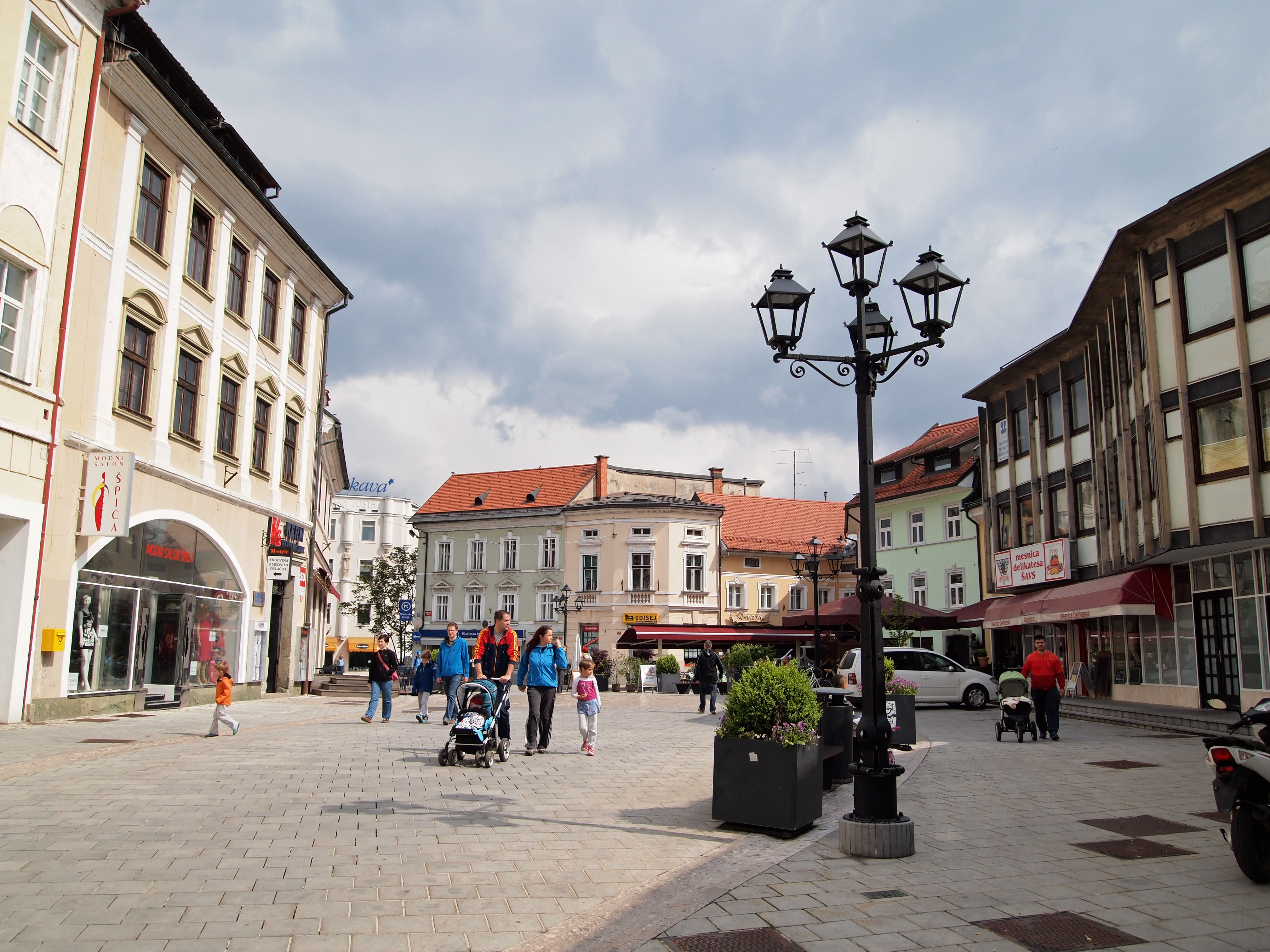
Площа Майстера (Kranj)
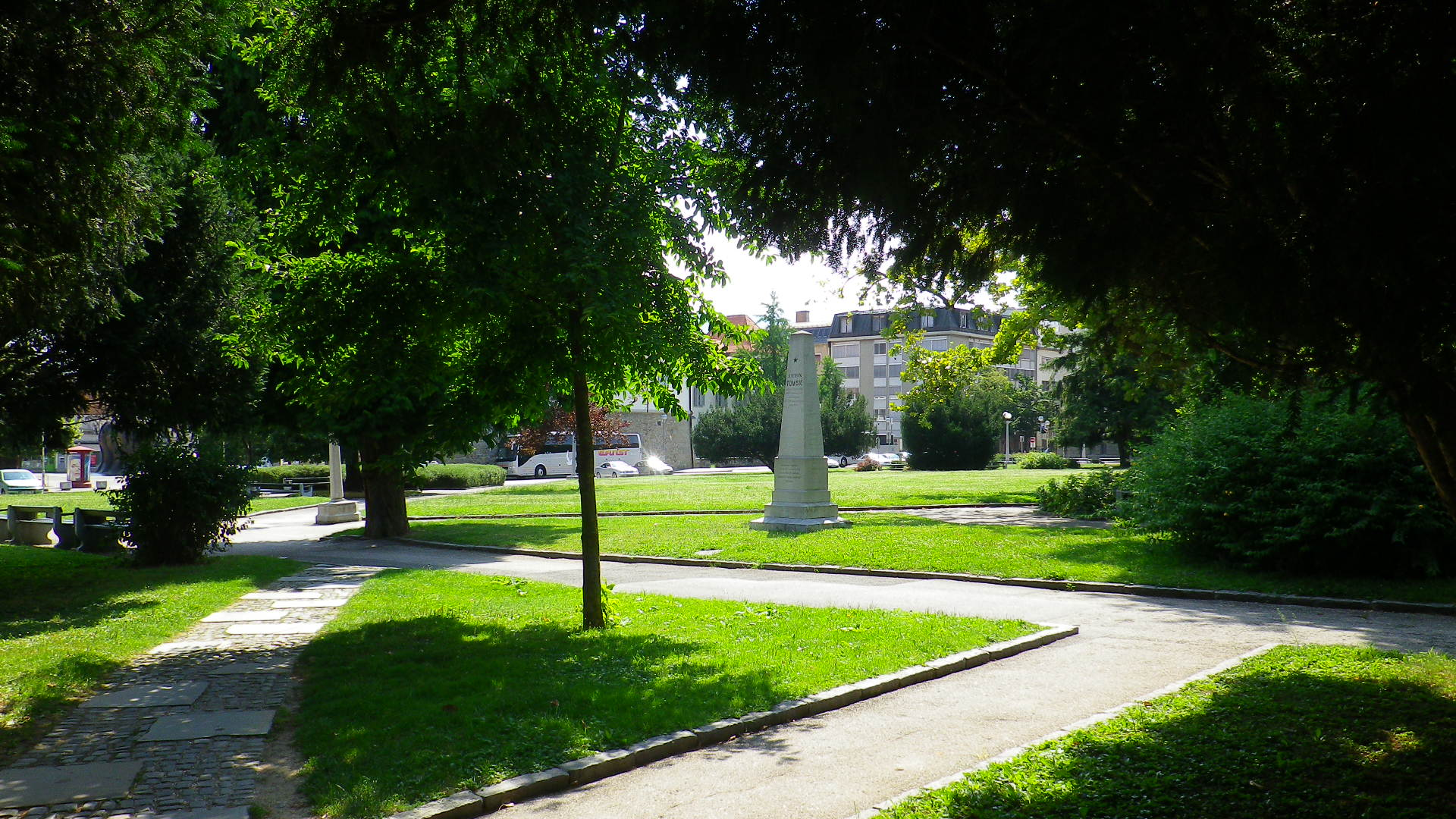
Площа генерала Майстера (Maribor)
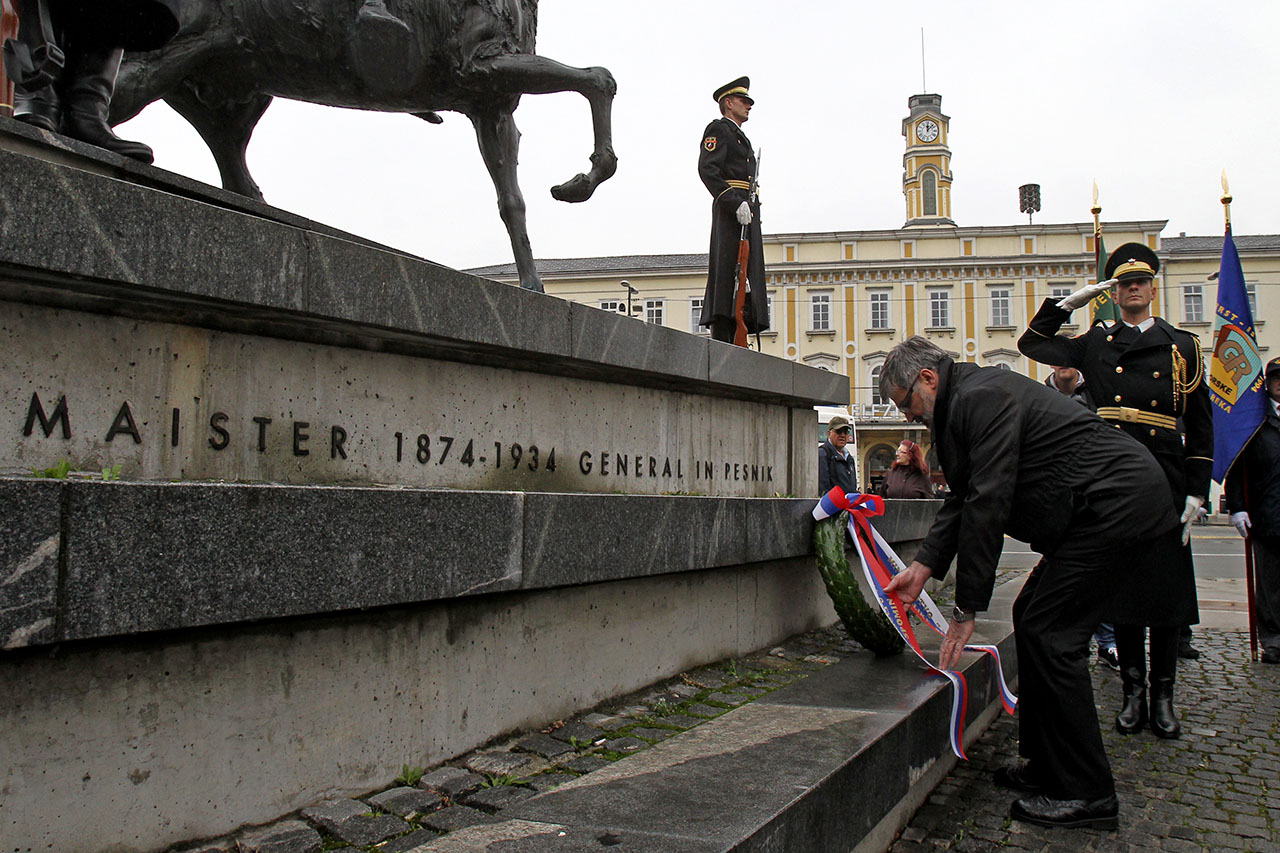
Делегація міністерства оборони Словенії біля пам'ятника Рудольфу Майстеру (Любляна, 2013)